# Acinodendron robustum
Acinodendron robustum là một loài thực vật có hoa trong họ Mua. Loài này được (Sagot) Kuntze mô tả khoa học đầu tiên năm 1891.